# 1956年中華民國國慶閱兵
中華民國建國四十五年雙十節國慶閱兵典禮 （代號：光復演習） ，大閱官由時任中華民國總統兼三軍統帥蔣中正擔任，閱兵指揮官由時任中華民國陸軍第一軍團第一軍軍長劉鼎漢中將兼任。中華民國國軍動員兵力21,500人、182架各型軍機參加受校，是中華民國政府撤退來臺後，歷年的國慶日在臺北市所舉行的閱兵典禮中，參與校閱之三軍部隊兵力、車輛及飛機數量最多的一次閱兵大典。3架美國空軍轟炸機亦象徵性參與。

## 背景
經歷漫長的第二次國共內戰後，當時的中華民國政府把中央政府所在地移轉至臺灣地區，時任總統蔣中正於民國三十九年（1950年）3月1日在臺北宣布復行視事，回任總統職務。
民國四十年（1951年）雙十節舉行慶祝建國四十週年閱兵，此後至民國五十三年（1964年）之間，幾乎每年均舉行國慶閱兵典禮。民國四十五年（1956年）適逢總統蔣中正七十歲大壽，閱兵是歷年規模最大的一次。
當時朝鮮戰爭結束不久，中華人民共和國將前往支援抗美援朝的志願軍主力自朝鮮轉移到臺灣海峽。美國政府則大力支持在臺灣的中華民國政府，美國海軍並派遣軍艦駐防。
民國四十三年（1954年）底中華民國更在時任美國總統艾森豪支持下簽訂中美共同防禦條約。民國四十四年（1955年）初一江山島戰役後，大陳島撤退（第一次臺灣海峽危機）。當時臺灣海峽風雲密佈。兩年後，民國四十七年（1958年）八二三砲戰（第二次臺灣海峽危機）即爆發。
內政方面，民國四十三年（1954年）蔣中正與陳誠兩人分別獲得國民大會選舉為第二任中華民國總統和中華民國副總統。時任臺灣省政府主席吳國楨與中華民國陸軍總司令孫立人上將等留學美國的開明派，相繼在民國四十二年（1953年）與民國四十三年（1954年）去職。民國四十四年（1955年），孫立人之中華民國總統府參軍長職務也被革除。時任行政院國軍退除役官兵輔導委員會主任委員蔣經國中將的地位獲得進一步鞏固。
國民黨政府在臺灣持續推動土地改革（三七五減租）與臺灣省地方自治與基層選舉后，同為無黨籍的吳三連和高玉樹分別於民國四十年（1951年）及民國四十三年（1954年）成為第一、二任的市民直選臺北市市長。臺北市市長接連由非中國國民黨籍之臺灣籍人士當選，透露了臺灣白色恐怖時期政府「層級有別」的政策與當時的民心之所向。

## 籌備
閱兵行動代號为“光復演習”，大閱官是蔣中正，指揮官是陸軍第一軍團第一軍軍長劉鼎漢中將（黃埔軍校第七期）。中華民國陸軍參校各部隊分別於臺北林口、苗栗坪林、臺中后里及彰化八卦山等處訓練，中華民國海軍、中華民國空軍參校各部隊則在高雄左營及岡山等地訓練。

## 預演
九月下旬，中華民國參謀總長彭孟緝上將於陸軍第一軍團司令部（司令为胡璉上將）之龍岡基地預校陸軍參校各部隊。彭孟緝肯定陸軍參校部隊近三個月的訓練成果。國慶籌備會與閱兵指揮部又於10月6日、8日於臺北舉行兩次預校。

## 閱兵
10日清晨6時，國軍校閱部隊集合就位完畢，10時整總統蔣中正及第一夫人蔣宋美齡在中華民國統帥旗引導下登上介壽路前（今凱達格蘭大道）總統府閱兵台，接受21響禮砲致敬，指揮官劉鼎漢中將站在閱兵車上向總統蔣中正敬禮，並報告參加閱兵受校兵力及裝備。報告完畢，即開始分列式，以往由大閱官乘車檢閱部隊的步驟被省略。

### 國軍參校部隊
此次國軍參校部隊包括陸軍軍官學校、海軍軍官學校、空軍軍官學校、陸軍士官學校的學生部隊，陸軍第一軍第二十七師三個團、第五十八師一個團的陸軍野戰部隊、陸軍砲兵部隊、陸軍裝甲部隊、海軍陸戰隊蛙人部隊，以及陸軍工兵輜重運輸車隊等，校閱總兵力共有21500人。

### 空中分列式
182架飛機於基隆外海上空，按戰鬥機、轟炸機、運輸機的次序盤旋，按序自介壽路飛越閱兵台前上空。包括空軍F-86軍刀戰鬥機及三架美軍駐關島的波音B-47同溫層噴射(Stratojet)轟炸機。

### 徒步隊伍分列式
陸軍軍官學校、海軍軍官學校、空軍軍官學校、陸軍士官學校所有學生部隊在軍旗引導下首先進場，然後是陸軍野戰重裝步兵師，皆以肩槍背背包踢正步經過閱兵台接受校閱。不持步槍或持無法肩槍武器（例如巴祖卡火箭筒）的士兵則托槍。

### 車輛隊伍分列式
陸軍炮兵部隊的105毫米榴彈砲及155毫米加農炮，包括M18地獄貓式驅逐戰車的陸軍裝甲車輛，工兵工程車，工兵起重車車隊等亦通過閱兵台。

## 聽訓
分列式完畢後，由閱兵指揮官劉鼎漢中將集合國軍受校部隊成聽訓隊形，上刺刀，由大閱官蔣中正訓話。

## 犒賞
由於這次國慶閱兵十分成功，蔣中正特別犒賞國軍參閱官兵每人新台幣10元，以資鼓勵。

## 參閱
- 中華民國國慶日

## 外部連結
- YouTube上的中華民國四十五年國慶閱兵大典